# Musculus scalenus medius
Der Musculus scalenus medius (lateinisch für „mittlerer Rippenhaltermuskel“; von lateinisch scalenus „schief“, „ungleichseitig“) ist ein Skelettmuskel, der von den Halswirbeln zur ersten Rippe zieht. Er ist beim Menschen der längste der drei Musculi scaleni. Der Musculus scalenus medius zieht bei einseitiger Kontraktion den Hals zur Seite, kontrahieren sich die Muskeln beider Seiten, wird der Hals nach unten gezogen.
Die Blutversorgung erfolgt über die Arteria cervicalis ascendens, Arteria vertebralis, Arteria cervicalis profunda und Arteria transversa colli.
Zwischen Musculus scalenus medius und Musculus scalenus anterior („hintere Skalenuslücke“) treten der Plexus brachialis und beim Menschen auch die Arteria subclavia in die Achsel.